# عبد الوهاب بن عبد السلام عطار
الدكتور عبد الوهاب بن عبد السلام عطار وزير الاقتصاد والتخطيط السعودي السابق، السفير والمندوب والممثل الدائم للمملكة لدى الأمم المتحدة في جنيف.

## مؤهلاته العلمية
- بكالوريس : اقتصاد وعلوم سياسية من جامعة القاهرة بمصر
- ماجستير : اقتصاد من جامعة جنوب كاليفورنيا بالولايات المتحدة الأمريكية
- دكتوراه : اقتصاد من جامعة جنوب كاليفورنيا بالولايات المتحدة الأمريكية

## مناصبه
- محاضر بجامعة جنوب كاليفورنيا بالولايات المتحدة الأمريكية
- عضو المجلس الأعلى لجامعة الملك سعود وجامعة الملك فهد للبترول والمعادن وجامعة الملك فيصل
- عضو مجلس إدارة بنك التسليف السعودي
- عضو مجلس إدارة شركة أرامكو السعودية
- رئيس مجلس إدارة الكليات التقنية
- محافظ المؤسسة العامة للتعليم الفني والتدريب المهني
- نائباً لوزير الشؤون الاجتماعية
- وزيراً التخطيط
- المندوب والممثل الدائم للمملكة لدى الأمم المتحدة في جنيف